# 계덕 (불교)
계덕(戒德)은 불교의 용어이다. 조계종의 비구니 승계 중 5급에 해당된다.

## 개요
불교 용어로는 계(戒)를 지킴으로써 얻는 공덕을 말한다. 한편 조계종의 비구니 법계(法階)의 5급을 가리키며, 정덕(定德)의 아래로 조계종 소속 비구니 중 가장 낮은 법계이다. 같은 등급의 남자승려는 견덕이라 부른다.

## 같이 보기
- 정덕
- 견덕